# Rózsa Péter (újságíró)
Rózsa Péter András (Békéscsaba, 1953. május 9. –) Déri János-díjas (2008) magyar újságíró, egyetemi tanár.

## Életpályája
1972–1978 között a Nehézipari Műszaki Egyetem vegyipari gépészmérnök szakán tanult. 1979–1980 között elvégezte a MÚOSZ Újságíró Iskolát.
1978–1979 között a Hírlapkiadó Vállalat munkatársa volt. 1979-től 10 évig a Rádió belpolitikai rovatának dolgozott. 1989-től a Magyar Televízió szerkesztő-műsorvezetője. 1990–1991-ben a Magyar Tv-s Dolgozók Kamarájának elnöke volt. 1991–1995 között a Nyilvánosság Klub ügyvivője volt. 1991–1993 között a Tv-Tv szerkesztője volt. 1993–1998 között a Magyar Rádió Krónika rovatának szerkesztő-műsorvezetője volt. 1995-ben a Fantázia Sajtóügynökség ügyvezető igazgatója, a Rádió M főszerkesztője volt. 1997-től a József Attila Tudományegyetem Bölcsészettudományi Karának kommunikáció szakán tanít. 1998-tól a Magyar Televízió Napzárta, Mélyvíz, Záróra, Galéria, Kultúrház, Öt órai tea című műsorának szerkesztő-műsorvezetője volt.
2012–2014 között az internetes Fuga Rádió főszerkesztő-műsorvezetője, főszerkesztő-helyettese volt. Műsorvezető a Klubrádiónál.
2019. október 1. – 2020. szeptember 1. között a 168 Óra főszerkesztője.

## Művei
- Ultimátum (dokumentumfilm, 1986)
- Bemrockparty (Ómolnár Miklóssal, könyv, 1989)
- Ha túléled, hallgass! (könyv, 1989)
- Déri János - A Déri - egy profi civil karrierje, Duna Könyvkiadó Kft., 2005
- Rózsa Péter. Budapest zsidó arca. Budapest: Mazsike (2021). ISBN 9786158116756

## Díjai, elismerései
- Déri János-díj (2008)[4]
- Magyar Köztársasági Érdemrend lovagkeresztje (2008)[5] (2016-ban tiltakozásul Bayer Zsolt publicista Magyar Érdemrend lovagkeresztje kitüntetése miatt az állami díját visszaadta[6])
- Aranytoll (2021)

## Műsoraiból
- Napzárta
- Mélyvíz
- Záróra
- Galéria
- Kultúrház
- Kedd 21
- Déri János emlékműsor
- A Nagy Könyv
- Magyar Dal Napja (2010)
- Teadélután
- Sztársáv
- Herce-Hurca
- Extra – Kultúrháttér
- Öt órai tea
- Másrészről
- Utcafront